# Dysdera nubila
Dysdera nubila este o specie de păianjeni din genul Dysdera, familia Dysderidae, descrisă de Simon în anul 1882. Conform Catalogue of Life specia Dysdera nubila nu are subspecii cunoscute.